# Мечеть Гаджі Бахші
Мечеть Гаджі Бахші (азерб. Hacı Baxşı məscidi) — історична мечеть XVII століття, що знаходиться в селищі Нардаран в Баку.

## Історія
Пам'ятник збудований у 1663 архітектором Мурадом Алі, який отримав ранг майстра.

## Архітектурні особливості
Привертає увагу до своїх архітектурних особливостей серед релігійних будівель Апшерона. Складається з двох основних частин: квадратного богослужбового залу з чотирма колонами у центрі та вхідного порталу. Об'єм центральній залі надає купол мечеті. В інших приміщеннях мечеті аркові стелі. Крім основного портального входу в мечеті, на східній частині, були сконструйовані другі вхідні двері.
Розташування входу, а також опора купола центрального залу на дах відрізняє мечеть Гаджі Бахші від інших мечетей Апшерона. Квадратний план мечеті, а також за рахунок додавання інших вхідних дверей збільшують простір, так само як і в мечетях Туба-Шахи (XV століття) у Мардакан та Мечеть у селищі Кішли (XVII століття). Внаслідок чого мечеть виглядає більш витягнутою.